# 할인시장
할인시장(割引市場)은 어음의 할인을 자유롭게 하여 상공업자와 은행에 큰 이익을 주기 위해 설치된 시장이다. 할인의뢰인에게는 신용을 공여하고 할인자나 할인어음 매입자에게는 투자수단을 제공하여 주는데 이러한 할인어음이 거래되는 시장을 할인시장이라 한다.
어음의 할인이 자유롭게 되면, 자금 조달이 용이하게 된다. 그것은 상공업자에게 큰 편익을 가져다 줌과 동시에 은행의 자금 운용상에도 또한 큰 이익을 준다. 그 목적을 위해 어음 할인이 이루어지는 시장이 설치된 것이다.
런던에서는 일찍이 할인시장이 발달하여 세계 무역의 결제가 런던 앞으로의 어음으로 된 이유로 세계 금융의 중심지가 되었다. 뉴욕에서는 연방준비제도에 의하여 할인시장이 창설되어 미국의 산업·금융의 발전에 큰 공헌을 하였다.

## 할인어음
보통 매도인은 매수인에게 상품을 판매하여도 즉시 대금을 받지 못하는 경우가 많다. 이러한 경우에 대금채권을 추심하기 위하여 매수인으로 하여금 대금에 해당하는 어엄을 상품의 인도와 동시에 발행하게 하고 그 어음의 수취인인 상품의 매도인은 이 어음을 은행에서 할인받아서 대금을 회수할 수가 있다.  여기서 어음의 할인이라고 하는 것은 아직 만기일이 도래하지 아니한 어음을 은행 또는 그 밖의 자가 매수하는 행위를 말하며, 이때 만기일까지의 이자를 어음금액에서 공제하여 매입하기 때문에 할인이라는 용어를 사용하는 것이다. 이와 같이 할인에 이용되는 어음을 할인어음이라고 한다. 할인의 법적 성질은 어음의 매매라고 함이 통설이며, 어음을 할인한 양수인(讓受人)은 원칙상 어음상의 권리만 있고 원인관계상의 권리는 없다고 해석된다. 그리고 일단 할인한 어음을 다시 타인에게 할인한 경우에는 이를 '재할인어음'이라고 한다.